# My Son, My Son !
Pour plus de détails, voir Fiche technique et Distribution.
My Son, My Son ! est un film américain réalisé par Charles Vidor, sorti en 1940.

## Fiche technique
- Titre : My Son, My Son !
- Réalisation : Charles Vidor
- Scénario : Lenore J. Coffee d'après le roman de Howard Spring
- Photographie : Harry Stradling Sr.
- Producteur : Edward Small
- Musique : Edward Ward
- Pays de production :  États-Unis
- Format : Noir et blanc - 1,37:1 - Mono
- Genre : Film dramatique
- Durée : 116 minutes
- Date de sortie : 1940

## Distribution
- Madeleine Carroll : Livia Vaynol
- Brian Aherne : William Essex
- Louis Hayward : Oliver Essex
- Laraine Day : Maeve O'Riorden
- Henry Hull : Dermot O'Riorden
- Josephine Hutchinson : Nellie (Moscrop) Essex
- Bruce Lester : Rory O'Riorden
- Scotty Beckett : Oliver (enfant)
- May Beatty : Annie
- Stanley Logan : Le colonel
- Lionel Belmore : Mr. Moscrop
- Mary Gordon : Mrs. Mulvaney
- Pat Flaherty : Joe Baxter
- Mary Field : Employée de maison